# Hannusivka, Novopskov
Hannusivka (în ucraineană Ганнусівка) este localitatea de reședință a comunei Hannusivka din raionul Novopskov, regiunea Luhansk, Ucraina.

## Demografie
Componența lingvistică a localității Hannusivka
     Ucraineană (92,36%)
     Rusă (7,64%)
Conform recensământului din 2001, majoritatea populației localității Hannusivka era vorbitoare de ucraineană (92,36%), existând în minoritate și vorbitori de rusă (7,64%).